# Винниківський судовий повіт (Австро-Угорщина)
Винниківський судовий повіт — адміністративна одиниця коронного краю Королівство Галичини та Володимирії у складі Австро-Угорщини.

## Історія
Повіт існував у період з 1854 до 1918 року. 1854 року була проведена адміністративна реформа, згідно з якою у складі Королівства Галичини та Володимирії були утворені повіти. 1867 року були скасовані округи, а повіти реорганізовані: частина зникла, а частина збільшилася за рахунок інших. Винниківський повіт був адміністративно включений до Львівського повіту при збереженні незмінною структури судів. Львівський політичний повіт включав 3 судові повіти: Львівський судовий повіт (Австро-Угорщина), Винниківський судовий повіт та Щирецький судовий повіт(Австро-Угорщина). Винники з навколишніми селами входили у склад Винниківського судового повіту.
Винниківський судовий повіт існував у таких межах: Білка Королівська, Білка Шляхетська, Борщовичі, Вайнберген (Винники), Винники, Виннички, Вовків, Давидів, Дмитровичі, Гаї, Гончарі, Глуховичі, Германів, Загір’я, Зухоричі, Жирівка, Журавники, Кам’янопіль, Козельники, Кротошин, Кугаїв, Лисиничі, Миклашів, Милятичі, Пикуловичі, Підберізці, Підбірці, Підтемне, Селиська, Товщів, Черепин, Чишки, Чарнушовичі, Чижиків, Unterbergen (Підгірне).
У період з 1908 до 1912 року суддею у Винниківському судовому повіті був Рак Антін

## Див.
- Львівський повіт (Австро-Угорщина)
- Винниківський повіт
- Винниківський район